# هواء (أنمي)
هواء (بالإنجليزية:  Air )‏هي رواية مرئية يابانية للبالغين تم تطويرها من قبل شركة كي لأجهزة الكمبيوتر، صدرة اللعبة في 8 سبتمبر عام 2000، ثم أقتبست الرواية إلى مانغا صدرت في 10 اغسطس عام 2004 وانتهت في 10 فبراير عام 2006 وتكونت من مجلدين،
قام استوديو كيوتو أنيميشن بإنتاج أنمي للمانغا وعرض في 6 يناير عام 2005 وانتهى عرضه في 31 مارس عام 2005 وتكون من 13 حلقة،
 وقام استوديو كيوتو أنيميشن بانتاج حلقتين للأنمي عرضت في 28 اغسطس عام 2005 حتى 4 سبتمبر عام 2005، وقام استوديو توي أنيميشن بانتاج فلم للأنمي اسمه إير.

## القصة
تدور احداث القصة عن (يوكيتو كينيساكي) في رحلة البحث عن الفتاة صاحبة الأجنحة التي تطير في السماء، كما قيل في أسطورة موطنه. خلال هذه الرحلة، يستقر في مدينة صغيرة محاولاً لكسب المال. وهناك يلتقي بفتاة غريبة اسمها (ميسوزو). (ميسوزو) تصبح بسرعة صديقة لـيوكيتو وتدعوه للإقامة مع اهلها، (يوكيتو) يقرر ان يبقى في هذه المدينة الصغيرة ويكمل البحث عن الفتاة المجنحة التي بحثت عنها أيضاً أمه طوال حياتها ويرافق (يوكيتو) دمية تتحرك بدون خيوط أو شخص يلمسها، وكانت هذه الدمية لأمه التي أعطته إياها.

## الشخصيات
- يوكوتو

أداء صوتي: دايسكي أونو
- ميسوزو

أداء صوتي: توموكو كاواكامي
- كانو

أداء صوتي: آسامي آوكاموتو
- ميناغي توهينو

أداء صوتي: روكا يوزوكي
- هاروكو كاميو

أداء صوتي: آيا هيساكاوا
- هيجيري كيريشيما

أداء صوتي: يومي توما
- ميناجي
- ميتشيرو

أداء صوتي: يوكاري تامورا
- كيسوكي تاتشيبانا

أداء صوتي: كينجيرو تسودا
- شينو
- بوتيتو
- سورا
- شيراهو
- أم يوكيتو
- كانا
- ريويا
- يوراها
- أم كانا

## الحلقات
عناوين الحلقات
1. かぜ～ نسمة
2. まち～ بلدة
3. こえ～ همسة
4. はね～ ريشة
5. ばさ～ جناح
6. ほし～ نجم
7. ゆめ～ حلم
8. なつ～ صيف
9. つき～ قمر
10. ひかり～ ضوء
11. うみ～ بحر
12. そら～ هواء

## روابط خارجية
- هواء في قاعدة بيانات الرواية المرئية